# The Brothers Sun
The Brothers Sun är en amerikansk action- och dramakomediserie som hade premiär den 4 januari 2024 på strömningstjänsten Netflix. Seriens första säsong består av åtta avsnitt.

## Handling
Serien kretsar kring Charles Sun som är en gangster och lönnmördare från Taipei. Efter att hans far blivit mördad måste han bege sig till Los Angeles för att skydda sin mor och lillebror.

## Rollista (i urval)
- Michelle Yeoh – Eileen "Mama" Sun
- Justin Chien – Charles Sun
- Sam Song Li – Bruce Sun
- Highdee Kuan – Alexis
- Joon Lee – TK
- Madison Hu – Grace
- Rodney To – Mark
- Alice Hewkin – May